# 샅막
샅막(perineal membrane), 또는 회음막은 샅의 섬유성 막을 가리키는 해부학적 용어이다. 오래된 문헌에서 사용된 '비뇨생식가로막의 아래근막(inferior fascia of urogenital diaphragm)'이라는 용어는 샅막과 동일한 막으로 여겨진다.
얕은샅공간의 위쪽 경계이며 깊은샅공간의 아래쪽 경계이다.

## 구조
샅막은 삼각형 모양의 막이다. 골반의 양쪽 궁둥두덩가지와 샅중심체에도 붙는다. 
꼭대기 부분은 앞쪽을 향하고 있으며, 깊은음경등정맥(남성) 또는 깊은음핵등정맥을 전달하기 위한 타원형의 구멍에 의해 두덩결합 아래쪽의 아래두덩인대와 분리되어 있다.
가쪽 경계는 음경다리 위 두덩뼈와 궁둥뼈의 아래가지 양쪽에 붙어 있다.
바닥 부분은 곧창자를 향하고 샅중심체에 연결되며, 골반근막, 콜레스 근막과 융합된다.

## 위치 관계
얕은샅가로근 뒤쪽의 얕은근막 깊은 층이나, 골반근막 가로막부분 아래층과 연속된다.

## 내부 구조물
샅막 바로 위쪽에 다음과 같은 구조물들이 존재한다.
- 깊은음경등정맥
- 막요도
- 깊은샅가로근과 요도조임근
- 망울요도샘과 그 관
- 음부동맥, 음경등신경
- 요도망울의 동맥과 신경
- 정맥얼기

## 추가 이미지

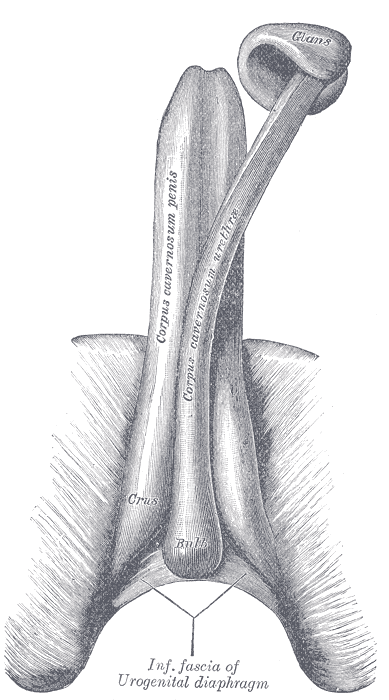
음경의 해면체.

## 참고 문헌
이 문서는 현재 퍼블릭 도메인에 속하는 그레이 해부학 제20판(1918) page 428의 내용을 기초로 작성된 글이 포함되어 있습니다.
1. ↑  Peschers, U; DeLancey, J. O. L. (2007).  J. Laycock, J. Haslam, 편집. 《Therapeutic Management of Incontinence and Pelvic Pain: Pelvic Organ Disorders》 2판. London: Springer. 9–20쪽.